# Блэк, Кара
Кара Блэк (англ. Cara Black; род. 17 февраля 1979 года в Солсбери, Южная Родезия) — зимбабвийская теннисистка; бывшая первая ракетка мира в парном рейтинге; победительница 10 турниров Большого шлема (из них пять в парном разряде и пять в миксте); финалистка семи турниров Большого шлема (из них четыре в парном разряде и три в миксте); трёхкратная победительница итогового турнира WTA (2007, 2008, 2014) в парном разряде; победительница 61 турнира WTA (из них один в одиночном разряде).

## Общая информация
Старшие братья зимбабвийки — Уэйн и Байрон — тоже (в прошлом) профессиональные теннисисты. Отец Кары, Дон, был теннисистом-любителем. Выступая под флагом Родезии он дважды доходил до третьего круга на Уимблдоне. На принадлежащей семье плантации авокадо Дон построил для детей травяные корты. Кара до сих пор считает подобные корты своими любимыми. Мама Блэк длительное время работала учительницей.
2 декабря 2006 года Кара Блэк вышла замуж за Бретта Стефенса. 26 апреля 2012 года у пары родился сын Лачлан Александр Стефенс.
Во время матча уроженка Хараре предпочитает действовать по всему корту. Кара Блэк обладает относительно слабой подачей, поэтому розыгрыши в геймах на её подаче нередко заканчиваются уже после первого удара приёмами навылет.

## Спортивная карьера

### Юниорская карьера
На юниорских соревнованиях Кара Блэк дебютировала в конце декабря 1992 года, выиграв юниорское первенство Ганы (и в одиночном и в парном разрядах).
Одиночные соревнования
В дальнейшем, постепенно набираясь опыта на второстепенных соревнованиях, Блэк к Уимблдону-1994 набрала достаточный рейтинг, чтобы дебютировать на юниорском турнире Большого шлема. В первом матче Блэк сразу попадала на будущую чемпионку Мартину Хингис. Подъём на высший уровень в юниорском теннисе начался в конце февраля 1997 года — сначала Блэк записала на свой счёт несколько полуфиналов и финалов на соревнованиях второй-третьей категории в Южной Америке (при этом дважды проиграв своей многолетней партнёрше по парным соревнованиям Ирине Селютиной).
Полученный заряд уверенности помог в мае, когда зимбабвийка выиграла сначала Astrid Bowl, а затем дошла до финала Roland Garros, обыграв Франческу Скьявоне и Ким Клейстерс. В решающем матче Кару Блэк остановила будущая первая ракетка мира по взрослым Жюстин Энен. Эта неудача не надломила африканку, и уже следующий турнир Большого шлема — Уимблдон завершился триумфом Блэк. За весь турнир она не проиграла ни сета. Осенью, после подготовительного старта в Канаде, Блэк в третий раз подряд дошла до финала турнира Большого шлема (на этот раз на US Open) и во второй раз подряд победила. До конца года Кара Блэк победила на турнире в Мексике и дошла до полуфинала Orange Bowl. Эти успехи позволили зимбабвийке завершить 1997 год в статусе первой ракетки мира юниорского рейтинга в одиночном разряде.
Парные соревнования
Весьма успешна была и парная карьера — уже в 1995 году Кара Блэк (вместе с полькой Александрой Ольшей) победила на крупном турнире в Бельгии, затем (в паре с бразильянкой Мириам Д`Агостини) дошла до полуфинала на Roland Garros. Травяной сезон был вновь проведён с Ольшей — интернациональный дуэт выиграл 10 из 11 матчей на трёх турнирах, записав на свой счёт победу на Уимблдоне. 1996 год прошёл без особых успехов — небольшой всплеск возник во время травяного сезона, но два финала на подготовительных турнирах не материализовались в сколь-нибудь приличный результат на Уимблдоне.
В конце 1996 года началось сотрудничество с Ириной Селютиной.
1997 год начался для пары удачно — они выиграли 17 матчей подряд, записав на свой счёт четыре победы на различных турнирах (две из которых пришлись на соревнования G1). Небольшой спад в мае был быстро преодолён — Селютина и Блэк, после поражения в финале Astrid Bowl, выиграли 20 матчей подряд, побеждая на 4 турнирах (и обоих европейских турнирах Большого шлема). Только в финале US Open они уступили местной паре. Завершающий аккорд юниорской карьеры произошёл на Orange Bowl, где Селютина и Блэк дошли до полуфинала, уступив будущим победительницам — бельгийке Ким Клейстерс и венгерке Жофии Губачи. 1997 год и свою юниорскую карьеру Кара Блэк завершила в статусе 1-й ракетки мира.

### Первые годы карьеры во взрослом туре
Ещё раньше, чем юниорская, стартовала взрослая карьера зимбабвийки. Немногим позже даты своего тринадцатого дня рождения Кара Блэк дебютировала на мелких соревнованиях ITF в родном Хараре. Первый опыт оказался неудачным, но уже на своём втором турнире Блэк одержала первую победу и дошла до финала. К 1996 году Блэк начала выходить на турниры за пределами Африки. Локальные успехи на чуть более крупных турнирах, чем ранее позволили ей постепенно улучшить рейтинг. После ряда побед на турнирах в Бразилии в конце года зимбабвийка впервые завершила год в числе четырёхсот сильнейших одиночниц планеты. В 1997 году она улучшила результаты. Успешное выступление на турнирах ITF в январе-феврале позволили спортсменке подняться в Top250 одиночного рейтинга. В ходе этих соревнований удалось впервые выиграть 25-тысячник[неизвестный термин]. Позже осенью, заполняя время между соревнованиями юниорского тура, Блэк заработала несколько четвертьфиналов на средних соревнованиях ITF (по ходу обыграны три игрока Top200, в том числе 105-я ракетка мира Николь Пратт), что позволяет ей уже к ноябрю попасть и закрепиться в Top200.
Набранный в 1997 году рейтинг позволил Блэк в 1998 году дебютировать на соревнованиях Большого шлема среди взрослых. В первой же попытке зимбабвийка останавливается лишь в шаге от выхода в основу[чего?], уступив канадке Яне Неедли. В середине апреля того же года Блэк впервые прошла квалификацию на соревнованиях WTA (в хорватской Макарске). Ещё несколько локальных достижений на грунтовых соревнованиях до Roland Garros (в том числе, например, полуфинал на 75-тысячнике в Порту) позволили Блэк нивелировать потери в рейтинге, вызванные игрой в начале года на слишком сильных для её уровня соревнованиях. На самом французском турнире Большого шлема Блэк впервые удалось выйти в основу, а затем, воспользовавшись удачной сеткой, одержать и свою первую победу на подобном уровне. Травяной сезон позволил Каре впервые попасть в Top100: сначала был заработан второй круг на соревнованиях Бирмингеме (и выигранный сет у 12-й ракетки мира Натали Тозья); а затем, второй раз подряд пройдя квалификацию на турнире Большого шлема, Блэк сделала ещё один шаг вперёд, дойдя до третьего круга Уимблдона (по ходу удалось обыграть 12-ю ракетку мира Патти Шнидер).
В августе зимбабвийка продолжала набирать очки в рейтинг, дойдя до полуфинала соревнования WTA в Бостоне и сыграв в финале турнира ITF в Бронксе. К US Open Блэк подошла в статусе 52-й ракетки мира. Несколько локальных побед в соревнованиях до конца года позволили ей завершить год ещё выше — 44-й. Перейдя во взрослый теннис Кара Блэк не забросила и парные соревнования. Основные успехи, как и в юниорском теннисе, начались во времена сотрудничества с Ириной Селютиной. В 1996—1998 годах пара вышла в 7 финалов на мелких соревнованиях ITF и везде побеждала. Среди прочих достижений пары в этот период — полуфиналы на соревнованиях WTA в Москве и Люксембурге. В том же 1998 году Кара Блэк впервые приняла участие в официальных соревнованиях для смешанных пар, дойдя вместе с братом Уэйном до третьего круга на Уимблдоне.

### 1999

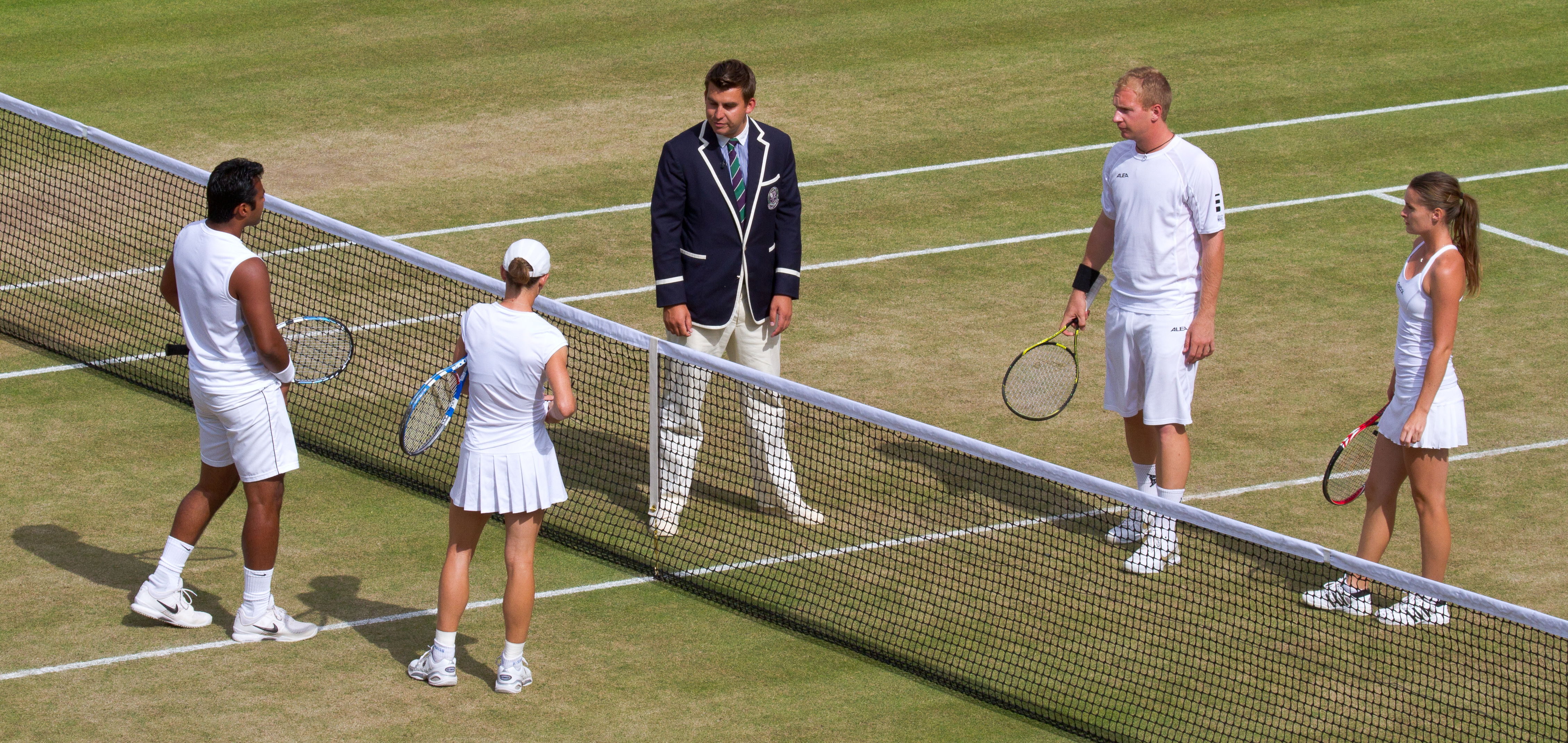
Уимблдонский турнир-2010. Перед стартом одного из матчей в смешанном парном разряде.

Успехи Блэк в 1998 году привели к тому, что на открывающий сезон Кубок Хопмана сборная Зимбабве была приглашена в лице Кары и Уэйна Блэк. Брат и сестра провели на турнире две матчевые встречи, проиграв все одиночные и выиграв единственную игру в миксте. Регулярный сезон в одиночном разряде прошёл на фоне закрепления результатов — в открывавшей сезон хардовой части года Кара Блэк трижды доходила до третьего круга — в Хобарте, Оклахоме и Индиан-Уэллсе. В результате на турнире в Ки-Бискейне Блэк даже попала в число сеяных. В дальнейшем зимбабвийка чуть отступила с завоёванных позиций, но третий круг на турнире в Берлине и полуфинал на соревнованиях в Бирмингеме позволили к осени сохранить место в числе 60 сильнейших теннисисток мира. Выигрыш осенью 75-тысячника в Санта-Кларе, полуфинал на аналогичном соревновании в Пуатье и четвертьфинал на турнире в Квебеке позволили по итогам года Каре стать 57-й ракеткой мира.
В парных соревнованиях дуэт Селютина — Блэк продолжил улучшать свои результаты. Весной, на престижных соревнованиях в Ки-Бискейне они дошли до полуфинала, уступив Хингис и Новотне. Удачно был проведён травяной отрезок сезона — пара вышла в четвертьфинал в Бирмингеме, а затем Блэк в паре с Кристи Богерт из Нидерландов дошла до своего первого финала в WTA на соревнованиях в Хертогенбосе. Из заметных достижений до конца сезона выделяется полуфинал на 75-тысячнике в Санта-Кларе (с Селютиной), второй финал соревнований WTA (в Квебеке, в паре с Дебби Грэм) и полуфинал на чуть более статусном соревновании в Филадельфии (вновь с Грэм). Парный год завершился для Блэк на 48-й строчке рейтинга. Продолжились опыты в миксте: Блэк попробовала себя на французском, британском и американском турнирах Большого шлема (везде с разными партнёрами) и записала себе в актив ещё два третьих круга этих соревнований.

### 2000
Старт сезона-2000 сходу принёс первый одиночный финал на одиночных соревнованиях WTA. На соревнованиях в новозеландском Окленде зимбабвийка дошла до финала, попутно обыграв 18-ю ракетку мира Елену Лиховцеву. Продолжения этот результат не имел и дальнейший дотравяной сезон продолжил серию локальных побед и поражений. В июне же случился небольшой всплеск — на двух турнирах в Великобритании и Нидерландах Кара дважды выходит в четвертьфинал, добывая по победе над игроком Top30 на каждом. Последний сколько-нибудь крупный успех сезона случился в конце июля в Станфорде, где обыграв 12-ю ракетку мира Аманду Кётцер Блэк дошла до четвертьфинала. После этого до конца года зимбабвийка выиграла в основных сетках турниров лишь два матча (правда у 19-й и у 22-й ракеток мира).
Основные же силы в этом году постепенно были переключены на парные соревнования: тот же Окленд принёс не только первый финал в одиночном разряде, но и первый титул в паре (попутно дуэт Блэк / Фусаи переиграл сильную словенскую пару Крижан / Среботник). В феврале, в паре с Селютиной, были добыты два полуфинала на турнирах в США. Весна прошла без особых успехов, но на первом же травяном турнире в Бирмингеме Ирина с Карой дошли до финала, попутно обыграв сильную французскую пару Фусаи / Тозья. По окончании этого отрезка сезона сотрудничество с Селютиной было прекращено. После недолгих переговоров следующей постоянной партнёршей Кары стала другая теннисистка из бывшего СССР — россиянка Елена Лиховцева. Сотрудничество практически мгновенно дало результат — обыграв тогдашнюю первую пару мира Стаббс / Реймонд, интернациональный дуэт пробился в финал US Open. В миксте в этом году Кара впервые сыграла сразу на всех турнирах Большого шлема.

### 2001
Старт сезона-2001 в одиночном разряде вышел менее качественным, но также не менее успешным: на разогревочных турнирах в Окленде и Хобарте зимбабвийка дважды доходит до четвертьфиналов. На Australian Open Кара оступается во втором круге, уступив Нурии Льягостере Вивес. Отрезок сезона между турнирами Большого шлема прошёл без особых успехов, но на самом Roland Garros уроженка Хараре добирается до четвёртого круга, попутно записав на свой счёт победу над Кончитой Мартинес. Но это соревнование стало лишь эпизодом в не очень удачно складывающемся сезоне: остаток сезона Кара чаще проигрывает, чем побеждает. Год завершается на 57-й строчке одиночного рейтинга.
Парный год проходит не в пример удачней. Уже второй турнир сезона завершается победой — дуэт Лиховцева / Блэк побеждают на соревнованиях в Хобарте. Интернациональный дуэт постепенно набирает свою силу и с турнира Ки-Бискейне начинает показывать стабильно высокие результаты. Подготовительная к Roland Garros серия и вовсе оказывается триумфальной — на соревнованиях в Гамбурге, Берлине и Риме Елена и Кара трижды доходят до финалов и берут два титула. На самом же первенстве Франции хорошую форму подтвердить не удалось — девушки уступили в третьем круге паре Докич / Мартинес, которых до этого трижды подряд обыграли. Подобная же ситуация случилась во время травяного сезона — два финала (1 титул) на подготовительных турнирах не были конвертированы даже в третий круг Уимблдона. Подготовительная серия к US Open была проведена была проведена менее удачно (два титула и несколько поражений на ранних стадиях), однако на самом первенстве США Кара и Елена добрались до полуфинала. Сезон завершился на итоговом турнире, где зимбабвийка и россиянка дошли до финала. Год завершился в статусе 3-й ракетки мира. В миксте ив этом году впервые удалось пробиться в четвертьфинал (в США, в паре с Уэйном).

### 2002
Неудачная серия в одиночных соревнованиях прервалась лишь к Индиан-Уэллсу-2002. Блэк, бывшая к тому моменту уже лишь 84-й ракеткой мира одерживает сразу шесть побед в основных сетках весенних хардовых супертурниров в США (половину — над игроками Top30). В дальнейшем, одержав несколько локальных побед на грунтовых турнирах, Блэк поднимается к Roland Garros обратно в Top50. Дальнейшего успеха не последовало и до сентября Блэк, в основном, играет квалификации турниров WTA. Участие в основных сетках всё привычнее заканчивается после 1-2 матчей. В начале сентября произошёл очередной небольшой всплеск — Кара единственный раз в своей карьере побеждает на одиночных соревнованиях WTA: на Гавайях. Продолжения хороших результатов до конца года не последовало. Год, тем не менее, завершился практически там же, где и предыдущий.
В паре начало года также было не особо удачным и от той стабильности результатов, которая временами наблюдалось годом ранее не сталось и следа. Единственный успех зимне-весеннего хардового турнира пришёлся на турнир в Скоттсдейле, где Лиховцева с Блэк дошли до финала. Грунтовый сезон начался с временного воссоединения с Селютиной и уже первый турнир Ирины и Кары (в Порту) закончился победой. Пауза благотворно подействовала и на альянс с Лиховцевой — девушки отметились в полуфиналах на трёх крупных турнирах этой части сезона. Первенство Франции, впрочем, опять закончилось на одной из ранних стадий. Очередная парижская неудача оказалась лишь эпизодом и уже на следующем турнире дамы более чем уверенно дошли до финала. Удачно сложился и Уимблдон: впервые пара с участием Кары одержала на этом турнире более одной победы. Блэк и Лиховцева выбывают лишь в полуфинальной стадии. Летняя US Open Series приносит лишь два полуфинала, зато на самом американском турнире Большого шлема зимбабвийка и россиянка третий год подряд добираются до полуфинала.
Благодаря этим результатам Кара третий год подряд отбирается на итоговый турнир, а несколько полуфиналов в осенний отрезок сезон позволяют подойти к завершающему год турниру игроком Top10 парного рейтинга. Сам турнир завершился вторым подряд финалом, где Кара и Елена уступили своим соперницам по полуфиналу US Open — паре Дементьева / Гусарова. Год в миксте превзошёл все достижения предыдущих лет: во Франции Кара и Уэйн одержали несколько трудных побед (например, в одной из обыгранных пар играла Елена Лиховцева) и завоевали дебютный для каждого титул на соревнованиях Большого шлема в этом разряде. Позже, на US Open, брат и сестра второй год подряд дошли до четвертьфинала.

### 2003—2010. Завершающий период одиночной карьеры
В одиночном разряде Блэк закрепляется в статусе середняка первой сотни рейтинга. Несколько локальных побед (в том числе третьи круги на турнирах в Индиан-Уэллсе, Риме, Мадриде, Уимблдоне и Нью-Хэйвене) позволяют закончить год на 52-й строчке одиночной табели о рангах. В парных соревнованиях год вновь начинается с ряда успехов на второстепенных соревнованиях, но главные турниры заканчиваются после 2-3 матчей. Серию удаётся переломить на Roland Garros: дуэт с участием Кары впервые выходит в полуфинал грунтового турнира Большого шлема. Укорочение травяного сезона до одного Уимблдона не принесло плодов — уже в третьем круге Лиховцева и Блэк вынуждены были капитулировать перед дуэтом Мандула / Вартуш.
Летняя хардовая серия не принесла особых успехов (был взят титул в Станфорде, но при участии Лизы Реймонд), однако на самом US Open дуэт с участием Кары в четвёртый раз подряд вышел в полуфинал. Следом, осенью, Кара играет несколько турниров с разными партнёршами (Навратиловой, Стаббс, Хубер) и четырежды добирается до полуфинальной стадии турниров 1-2 категории. Развить успех на итоговом соревновании не удаётся — как и на открытом первенстве Франции Блэк и Лиховцева уступают паре Клейстерс / Сугияма. Год в миксте приносит два полуфинала — во Франции и в США. Все четыре турнира сыграны в паре с Уэйном.
В сезоне-2004 начинается резкий спад результатов в одиночном разряде, вскоре приведший к фактическому завершению карьеры в этих соревнованиях. Побед становится всё меньше, а стабильно хорошие результаты в паре не позволяют при прочих равных играть более слабые турниры. В итоге после Уимблдона Кара впервые за долгое время не попадает в Top100 одиночного рейтинга. Летом и осенью улучшений не происходит и по итогам сезона Блэк лишь 134-я. Через год дела не становятся лучше и даже третий круг Уимблдона позволяет только затормозить падение, но не вернуться в Top100. Многочисленные поражения в отборочных турнирах приводят лишь к 174-му месту в рейтинге по итогам года.
В 2006 году всё становится ещё хуже — зимбабвийка всё реже побеждает, а одиночный рейтинг падает в какой-то момент аж до 357-й строчки. Проход из квалификации во второй круг на канадском супертурнире позволяет чуть улучшить безрадостную картину сезона и завершить год в Top300. В дальнейшем Блэк лишь изредка появляется в сетках одиночных турниров, чаще заполняя вакантные места от поздних снятий. При этом в 2008 году Каре предоставляют специальное приглашение в одиночный турнир Олимпиады.

### 2004—2005. Парная специализация
C всё большим уходом на второй план одиночных турниров, стали постепенно качественно улучшаться результаты в паре. Также перед сезоном-2004 Кара договормлась о совместных выступлениях с австралийкой Ренне Стаббс. Первый же турнир в году закончился победой представительниц Австралии и Зимбабве. До Уимблдона Кара и Ренне чаще отмечались хорошими результатами на мелких и средних турнирах, особо не блистая на самых статусных соревнованиях (главным успехом этого отезка сезона стал выигрыш титула в февральском Токио). На кортах же Всеанглийского теннисного клуба случилось преображение — обыграв три сильных пары (Петрова / Шонесси, Руано Паскуаль / Суарес и Хубер / Сугияма) в последних матчах Кара и Ренне завоевали свой первый совместный титул на соревнованиях Большого шлема. До конца сезона Блэк и Стаббс побеждают ещё на трёх турнирах и завершают год финалом итогового чемпионата, где уступают Петровой и Шонесси. В миксте опять все турниры сыграны с Уэйном. Основные успехи приходятся на европейские турниры — во Франции зимбабвийцы уступают в финале местной паре Гаске / Головин, а на Уимблдоне, победив последовательно Паеса и Навратилову, Брайана и Дэвенпорт, а также Молик и Вудбриджа в финале, завоевать титул.
Первая половина сезона-2005 была проведена в сотрудничестве с южноафриканкой Лизель Хубер. Особых успехов поначалу не было, но к грунтовому сезону опыт совместных игр дал себя знать — африканки выигрывают римский супертурнир и доходят до финала в Берлине ина Roland Garros (в Германии их останавливает Лиховцева со своей новой партнёршей, а во Франции — Руано Паскуаль и Суарес). Травяной сезон также оказывается весьма удачным — после полуфиналов в Бирмингеме и Истборне, Блэк и Хубер громят всех на Уимблдоне и завоёвывают главный приз соревнований. Во время US Open Series возобновлено сотрудничество со Стаббс. На первом же турнире с Станфорде дамы завоевали титул, обыграв в финале пару Лиховцева / Звонарёва. Дальнейшая американская часть сезона прошла менее продуктивно — главными успехами стал полуфинал в Сан-Диего и четвертьфинал на US Open. Впрочею до конца сезона Ренне и Кара побывали ещё в финалах соревнований в Люксембурге, Москве и выиграли турниры в Цюрихе и Филадельфии, что позволило Каре взойти на вершину парного рейтинга. Год завершился финалом итогового турнира и статусом первой ракетки мира по итогам сезона. Сезон в миксте проходит без особых успехов. Главное достижение приходится на австралийский турнир, где Кара и Уэйн доходят до четвертьфинала.

### 2006—2007
Старт сезона-2006 проходиткуда лучше, чем все предыдущие — после финала в Голд-Косте Кара и Ренне доходят до четвертьфинала на Australian Open. В дальнейшем, после двух финалов и полуфинала во время зимней зальной серии, следует несколько провальных турниров: в Индиан-Уэллсе, Майами и Берлине парные сочетания с участием кары ни разу не прошли в третий круг. Дальше, впрочем, всё выправляется — в Риме и на Уимблдоне Блэк и Ренне доходят до полуфинала, а на Roland Garros капитулируют в 1/4. Результаты уступают в качестве прошлогодним, посему к US Open Series зимбабвийка подходит лишь 7-й ракеткой мира. Впрочем добытые до конца сезона 2 титула (в Сан-Диего и Цюрихе), 2 финала (в Монреале и Штутгарте) и четвертьфинал на US Open позволяют уверенно квалифицироваться на итоговый, где Кара в пятый раз в своей карьере выходит в финал и во второй раз подряд уступает дуэту Реймонд / Стосур. Они же отбирают у Ренне и Блэк звание первых ракеток мира по итогам года. В миксте в этом году Блэк пробует свои силы в дуэте с Аспелином и Ульеттом, но главный успех приходится на единственный турнир, где пара сыграна с Уэйном — на Уимблдоне брат и сестра доходят до полуфинала.
Спад результатов в предыдущем сезоне провоцирует распад пары. В сезоне-2007 Кара возвращается к альянсу с Лизель Хубер. После двух полуфиналов на разминочных турнирах, Блэк и Хубер впервые побеждают на Australian Open (в полуфинале обыграны многократные прошлогодние обидчицы Стосур и Реймонд). Но на этом победная серия не заканчивается — африканки выигрывают 22 матча подряд и берут следом титулы в Париже, Антверпене и Дубае. Остановят их только всё те же Стосур и Реймонд (в финале супертурнира в Ки-Бискейне). Грунтовый отрезок сезона проходит без финалов, но на каждом из пяти турниров Блэк и Хубер выходят в полуфиналы. Своеобразный комплекс этой стадии турнира продолжился и на двух подготовительных к Уимблдону турнирах. Но на самом британском турнире Большого шлема всё налаживается — дамы с восьмой попытки выигрывают сначала полуфинал (у Молик и Сантанджело), а затем берут и титул. Параллельно Кара возвращает себе статус первой ракетки мира.
US Open Series оказывается менее удачной, чем предыдущая часть сезона. Три финала на турнирах в Сан-Диего, Торонто и Нью-Хэйвене не становятся предвестником высокого результата на US Open, где африканки выбывают уже во втором круге. Данная неудача не сказывается на дальнейших результатах: Блэк и Хубер побеждают до конца года на соревнованиях Москве и Линце, а также на завершающем сезон итоговом чемпионате. В миксте в 2007 году основным партнёром Кары становится поляк Марцин Матковски. C ним же в дуэте проведён и лучший турнир — на Уимблдоне, где пара достигла четвертьфинала.

### 2008—2009
Старт сезона-2008 не получился таким триумфальным, как годом ранее. На Australian Open Кару и Лизель в четвертьфинале остановили будущие чемпионки — сёстры Бондаренко. Позже результаты стали улучшаться — до конца зимне-весеннего хардового сезона дамы побывали в четырёх финалах, взяв два титула. Грунтовый отрезок сезона прошёл нестабильно — Кара с Лизель выиграли супертурнир в Берлине, однако на трёх других турнирах, подготовительных к Roland Garros они выиграли лишь два матча. На самом первенстве Франции удалось без особых проблем дойти до полуфинала, где их остановила испанская пара Руано Паскуаль / Медина Гарригес. Травяной сезон складывался блестяще — африканки выигрывали один за другим свои матчи, но Уимблдонский турнир взять не смогли — в полуфинале на их пути встала пара Реймонд / Стосур. То, что не удалось на траве, получилось летом на харде — выиграв семь из восьми матчей в подготовительный период, дамы затем на одном дыхании провели US Open, не отдав за весь турнир соперницам ни сета, а в главных матчах за титул обыграв французских и уимблдонских обидчиц. Во время подготовительного к итоговому турниру отрезка сезона Кара и Лизель отметились в финалах трёх европейских зальных соревнований (взяв Цюрих), после чего уверенно выиграли Sony Ericsson Championships, отдав за два матча соперницам лишь десяток геймов. В миксте продолжались поиски постоянного партнёра. 75 % турниров этого года были сыграны с австралийцем Полом Хенли, но без особых результатов. На US Open же произошло решающее для результата многих турниров смешанных пар событие — образовался дуэт Блэк с индийцем Леандром Паесом, сходу ставший одной из главных сил на этих турнирах. На том американском турнире Кара впервые за пять лет сначала преодолела второй круг, а затем и впервые выиграла соревнование.
Годом позже по лидерство Блэк и Хубер был нанесён немалый удар — вернулись в регулярные соревнования в этом разряде сёстры Уильямс, которые в рамках одного матча были сильнее почти всех и крайне редко давали себя обыграть. Также и сами африканки были всё менее стабильны, проигрывая всё большему числу пар. На Australian Open пара с участием Кары в третий раз за четыре года проиграла в четвертьфинале (будущим финалистам: Сугияме и Гантуховой). Февральская серия турниров прошла без осечек — дамы выиграли 8 из 8 матчей и завоевали титулы в Париже и Дубае. Далее пара угодила в длительную кризисную полосу и лишь в середине мая — на супертурнире в Мадриде — пара, наконец, сначала выиграла более одного матча за соревнование, а затем и победила на турнире. Главный старт грунтового сезона — на Roland Garros — в третий раз подряд завершился в полуфинале, вновь был проигран матч Руано Паскуаль и Медине Гарригес, которые вновь потом взяли титул.
Уимблдонский турнир завершился в полуфинале, где африканок очень легко обыграли сёстры Уильямс. US Open Series принесла титул в Цинциннати и полуфинал на турнире в Торонто. На самом первенстве США пара второй год дошла до финала (попутно взяв реванш у Стаббс и Стосур за поражение в Канаде), но в финале (в матче с сёстрами Уильямс) у африканок опять не было никаких особых шансов — они взяли лишь четыре гейма за матч. На итоговом турнире пара с участием Кары в шестой раз подряд вышла в финал, где уступила находящейся в прекрасной форме испанской паре Мартинес Санчес / Льягостера Вивес, обыгравших здесь же до этого сестёр Уильямс. Сезон в миксте принёс два финала — на Уимблдоне и в США.

### 2010-13
Сезон-2010 начался с 13 побед подряд, прервавшеся лишь в финале австралийского Большого шлема, где африканки в третий раз подряд на соревнованиях этой серии уступили сёстрам Уильямс. На финише хардового сезона, после нескольких обидных и необязательных поражений, пара распалась. Кара долго искала себе постоянную партнёршу, определившись окончательно только ко второму хардовому сезону — выбор был остановлен на австралийке Анастасии Родионовой. Недолгий наигрыш связей привёл к неплохому результату уже на US Open — Родионова и Блэк доходят до полуфинала, обыграв финалисток Уимблдона — пару Звонарёва / Веснина. В миксте Кара провела лучший сезон в своей карьере: на всех турнирах Блэк и Паес доходили как минимум до четвертьфинала и дважды (в Австралии и на Уимблдоне) победили. После неплохого старта сезона-2011, когда Анастасия и Кара дошли на четвертьфинала Australian Open пришлось надолго прервать выступления — Блэк сделала операцию на беспокоившем её правом колене. Вернуться в тур удалось лишь к травяному сезону. Несколько турниров на траве в содружестве с разными партнёршами не принесли особых результатов и после поражения в четвертьфинале турнира смешанных пар Уимблдона зимбабвийка прервала игровую карьеру.
В октябре 2012 года Кара возобновила игровую карьеру. Первичная стадия восстановления рейтинга пришла при поддержке сестёр Родионовых и знакомых в австралийской и новозеландской федерациях: с Ариной Блэк сыграла несколько 25-тысячников в конце 2012 года (на каждом доходя до финала), а с Анастасией отыграла первые несколько месяцев 2013 года (сходу выиграв турнир WTA в Окленде). В начале мая зимбабвийка договорилась о сотрудничестве с новозеландкой Мариной Эракович: пара играла вместе до осенней азиатской серии, быстро став серьёзной угрозой даже на самых статусных соревнованиях. Кара постепенно поднималась в рейтинге, но дуэт регулярно неудачно проводил финалы, уступая там всем подряд: как весьма сыгранным сочетаниям, так и игрокам не слишком часто и удачно играющим парные комбинации. На рубеже весны и лета Блэк также неплохо проявила себя и в миксте — вместе с пакистанцем Айсамом Куреши дойдя до полуфинала на Roland Garros. К осени зимбабвийка стала искать варианты возможных альянсов на сезон-2014, в итоге договорившись с Саней Мирзой. Дуэт быстро нашёл взаимопонимание, выиграв оба осенних турнира высшей категории регулярного тура, попутно один раз обыграв тогдашних первых ракеток мира — пару Сара Эррани / Роберта Винчи.

### 2014
Полный сезон вышел куда менее успешным — индо-африканский альянс играл не слишком стабильно, часто уступая игры уже на ранних стадиях: сезон на турнирах Большого шлема принёс лишь один полуфинал (на US Open, где Кара с Саней уступили дуэту Хингис/Пеннетта); а регулярный сезон в туре ассоциации был отмечен семью финалами на соревнованиях разнообразного уровня, но первый титул премьер-категории был завоёван лишь в сентябре — в Токио, где Блэк и Мирза обыграли Гарбинье Мугурусу и Карлу Суарес Наварро. В конце сезона Кара пробует играть и с другими напарницами, воспользовавшись отъездом Сани на Азиатские игры: выбор в качестве напарницы перспективной молодой француженки Каролин Гарсии на крупный турнир в Ухане оказывается весьма удачен — альянс пробивается в финал, переиграв сильные альянсы Эррани/Винчи и Главачкова/Пэн, уступив на реющем тай-брейке финала Хингис и Пеннетте. К концу года Блэк и Мирза закрепляются в Top4 чемпионской гонки, завершая игровой год титулом на Итоговом турнире, в финале крупно обыграв Пэн и Се, в том сезоне несколько недель возглавлявших парный рейтинг и до сингапурского финала имевших длительные беспроигрышные серии в финалах соревнований подобного уровня. Завершив год четвёртой ракеткой мира Кара, тем не менее, не продолжила сотрудничество с Саней, сославшись на желание больше проводить времени с семьёй.

### В сборной и на национальных турнирах
Зимбабвийка дебютировала в матчах за национальную сборную в кубке Федерации уже в 15 лет. Выступления продлились недолго — уже в сезоне-1997 местная теннисная федерация не смогла набрать спортсменов на заявку и вынуждена была бессрочно сняться с турнира, однако и за эти три года Кара смогла поучаствовать в восьми матчевых встречах, выиграв три матча в одиночных соревнованиях и два — в парных.

## Выступления на турнирах
- победительница 61 турнира WTA (лишь 1 — в одиночном разряде).
- Пятикратная победительница турниров Большого шлема в парном разряде.
- Обладательница т. н. «карьерного Большого шлема» в миксте (победительница всех четырёх турниров, но не в один календарный год).
- Трёхкратная победительница итогового чемпионата WTA в парном разряде.
- Победительница двух юниорских турнира Большого шлема в одиночном разряде (Уимблдон-1997, US Open-1997).
- Победительница трёх юниорских турниров Большого шлема в парном разряде (Уимблдон-1995, −1997, Roland Garros-1997).
- Финалистка одного юниорского турнира Большого шлема в одиночном разряде (Roland Garros-1997).
- Финалистка одного юниорского турнира Большого шлема в парном разряде (US Open-1997).
- Экс-1-я ракетка в мире по юниорам в одиночном и в парном соревнованиях.
- Экс-1-я ракетка мира в женском парном разряде.